# Casalabriva
Casalabriva je naselje in občina v francoskem departmaju Corse-du-Sud regije - otoka Korzika. Leta 2006 je naselje imelo 187 prebivalcev.

## Geografija
Kraj leži v jugozahodnem delu otoka Korzike 25 km severno od Sartène.

## Uprava
Občina Casalabriva skupaj s sosednjimi občinami Argiusta-Moriccio, Moca-Croce, Olivese, Petreto-Bicchisano in Sollacaro sestavlja kanton Petreto-Bicchisano s sedežem v istoimenskem kraju. Kanton je sestavni del okrožja Sartène.

## Zanimivosti
- župnijska cerkev sv. Mihaela, zgrajena v letih 1873-1883,
- spomenik mrtvim na mestu nekdanje cerkve sv. Antona,
- most Pont de Calzola, zgrajen v obliki črke S.